# Everything Is Love
Everything Is Love è un album in studio del gruppo musicale statunitense The Carters, pubblicato il 16 giugno 2018 dalla Parkwood Entertainment e Roc Nation.
L'album ha vinto un Grammy Award al miglior album urban contemporary.

## Antefatti
I propositi di un album congiunto della coppia Jay-Z-Beyoncé erano stati annunciati dal primo in occasione di un'intervista concessa al The New York Times nel 2017, quando aveva affermato che usavano «l'arte quasi come una seduta di terapia» per creare nuova musica a seguito della loro crisi coniugale. Entrambi gli artisti avevano lavorato a progetti solisti (il primo con 4:44 e la seconda con Lemonade), tematicamente correlati per le riflessioni sul matrimonio e la famiglia della coppia, oltre che a temi legati alla comunità afroamericana.
Le voci sul progetto collaborativo hanno iniziato a emergere nel marzo 2018, quando la coppia ha annunciato il loro On the Run II Tour.

## Descrizione
Everything Is Love è stato distribuito attraverso le etichette discografiche dei coniugi, la Parkwood Entertainment e la Roc Nation, con la produzione del duo stesso insieme a Pharrell Williams, Boi-1da, Ty Dolla Sign e Cool & Dre. La maggior parte dell'album è stata registrata presso a Paris La Défense Arena di Parigi, mentre altri brani sono stati registrati tra il Kingslanding Studios West di Los Angeles e i The Church Studios di Londra.
Musicalmente è associato al genere hip hop, sebbene vi siano richiami a sonorità contemporary R&B e trap. L'album tratta tematiche riguardanti l'amore coniugale, lo stile di vita sfarzoso, i mass media, l'orgoglio afroamericano e la fama e ricchezza guadagnata dai due artisti grazie al proprio lavoro.

## Pubblicazione

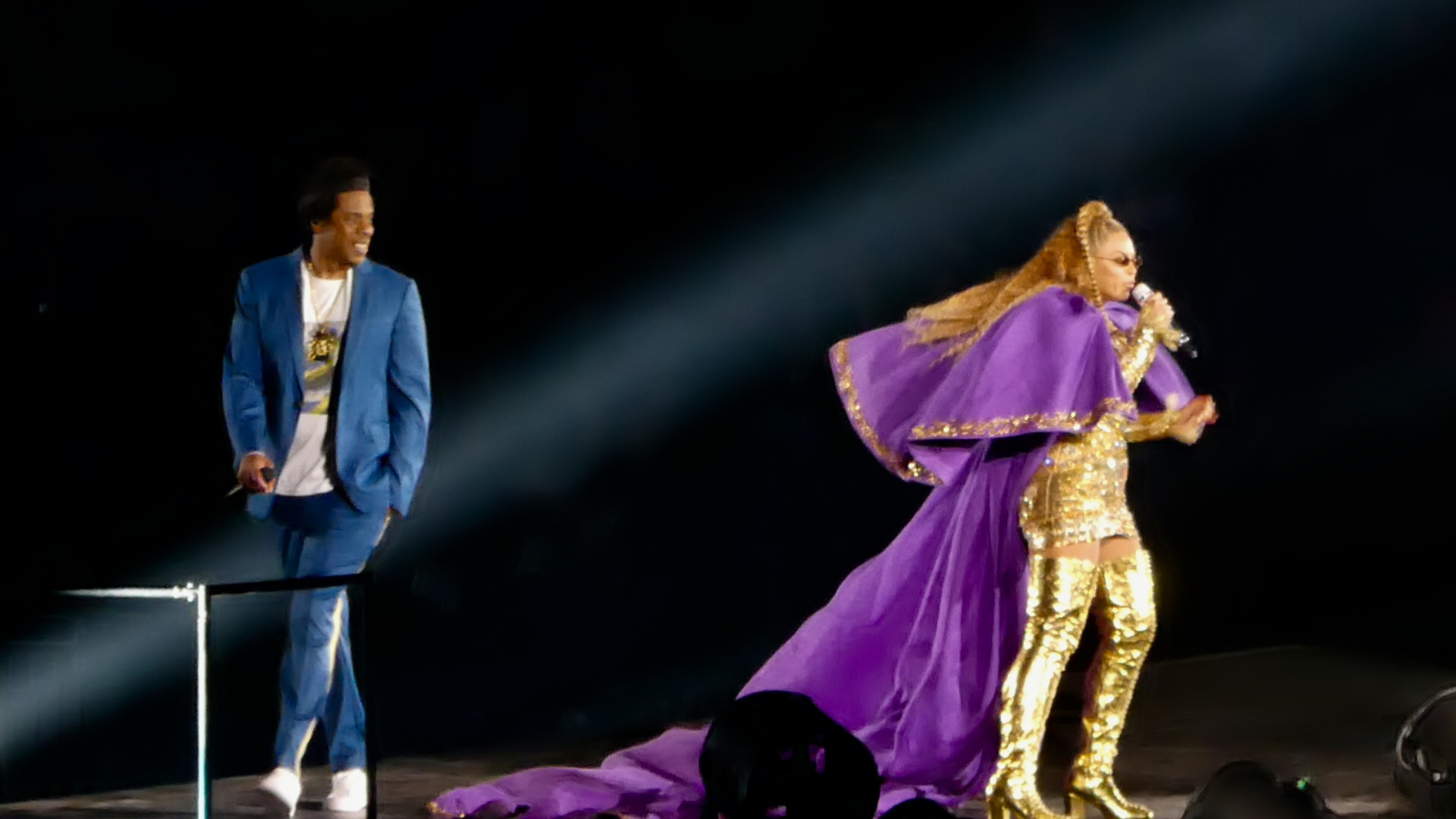
Beyoncé e Jay-Z durante l'On the Run II Tour

Il 6 giugno 2018 i due artisti hanno intrapreso il tour congiunto On the Run II Tour, sequel del loro On the Run Tour del 2014. Il 16 giugno 2018, alla conclusione del loro secondo spettacolo al London Stadium di Londra, Beyoncé ha annunciato al pubblico che il duo aveva una sorpresa prima di lasciare il palco, proiettando il video musicale di Apeshit sullo schermo del palco; al suo termine, sullo schermo del video è apparso un messaggio in cui veniva comunicato che Everything Is Love era già disponibile per l'ascolto.
L'album è stato successivamente reso disponibile inizialmente per lo streaming su Tidal e tutti gli spettatori hanno ricevuto un abbonamento di prova gratuito di sei mesi per poterlo ascoltare. Il 18 giugno è stato reso disponibile anche presso i principali negozi digitali di musica e le piattaforme di streaming; contemporaneamente, il video di Apeshit (che definisce l'artwork del progetto) è stato reso disponibile su YouTube.
Nello stesso giorno di pubblicazione di Everything Is Love il duo ha reso disponibile il brano inedito Salud!, tratto dalle sessioni di registrazione del disco.

## Accoglienza
| Recensione          | Giudizio |
| ------------------- | -------- |
| Exclaim!            |          |
| HipHopDX            |          |
| NME                 |          |
| Pitchfork           |          |
| Rolling Stone       |          |
| The A.V. Club       | B+       |
| The Daily Telegraph |          |
| The Guardian        |          |
| The Irish Times     |          |
| The Times           |          |

Su AnyDecentMusic? ottiene un punteggio di 74/100, mentre sul sito Metacritic l'album ottiene un voto di 80/100 basato su 22 recensioni.
Recensendo l'album per The New York Times, Joe Coscarelli ha affermato che esso «completa la trilogia concettuale Knowles-Carter» riferendosi alle precedenti uscite di 4:44 e Lemonade, «in un'esperta e tattica dimostrazione di gestione del marchio di famiglia». Will Hodgkinson di The Times, recensendo traccia per traccia, ha dichiarato che «Jay-Z è dinamico come sempre e la nuova e tosta Beyoncé richiede attenzione in questo album a sorpresa, [...] nonostante gli alti e bassi descritti in Lemonade di Beyoncé e il successivo mea culpa di Jay-Z 4:44. Invece ne escono combattuti, con tutta quella fama e quei soldi che li rendono sulla difensiva, persino paranoici, mentre un mix di soul classico, hip hop duro e R&B suola nelle retrovie».
Meno entusiasta la recensione per The Guardian redatta da Alexis Petridis, che ha affermato che Everything Is Love ripropone la sbruffoneria incentrata sulla ricchezza e l'eccellenza del duo, con meno audacia musicale, ma lo fa comunque con una musica piacevole, un'arguzia genuina e un'energia. Anche Neil McCormick di Daily Telegraph, ha sottolineato che «Everything Is Love non ha di certo l'espansività musicale di Lemonade. Non ci sono né ballate né brani di successo e non c'è molto di melodico nella costruzione dei brani. Piuttosto, si tratta di ritmi scattanti e ripetitivi sui quali le star possono trasmettere il loro messaggio come una forma di conversazione hip hop».
Riconoscimenti di fine anno
- 2º — HipHopDX[36]
- 5º — Exclaim![37]
- 6º — Associated Press[38]
- 7º — Complex[39]
- 10º — Billboard[40]
- 48º — Rolling Stone[41]
- 50º — National Public Radio[42]
- 91º — NME[43]

## Tracce
1. Summer – 4:45 (Beyoncé, Shawn Carter, Marcello Valenzano, Andre Christopher Lyon, Leon Michels, Homer Steinweiss, Thomas Brenneck, Mike Herard, James Fauntleroy II)
2. Apeshit – 4:25 (Pharrell Williams, Beyoncé, Shawn Carter, Quavious Keyate Marshall, Kiari Kendrell Cephus)
3. Boss – 4:04 (Beyoncé, Shawn Carter, Tyrone "Ty Dolla Sign" Griffin Jr., Dernest "D'Mile" Emile II)
4. Nice – 3:54 (Pharrell Williams, Beyoncé, Shawn Carter)
5. 713 – 3:13 (Beyoncé, Shawn Carter, Marcello Valenzano, Andre Christopher Lyon, Rayshon Cobbs Jr.)
6. Friends – 5:44 (Beyoncé, Shawn Carter, Matthew Samuels, Jahaan Sweet, Denisia Andrews, Brittany Coney, Tavor Javon Holins, Amir "Cash" Esmailian, Navraj Goraya, Rupert Thomas Jr.)
7. Heard About Us – 3:10 (Beyoncé, Shawn Carter, Matthew Samuels, Nija Charles, Jahaan Sweet, Anderson "Vinylz" Hernandez, Ramon "Illmind" Ibanga Jr.)
8. Black Effect – 5:13 (Beyoncé, Shawn Carter, Denisia Andrews, Brittany Coney, Jahaan Valenzano, Andre Christopher Lyon, Rayshon Cobbs Jr., Alexander Smith)
9. LoveHappy – 3:49 (Beyoncé, Shawn Carter, David Andrew Sitek, Nija Charles, Denisia Andrews, Brittany Coney)

## Classifiche
| Classifica (2018) | Posizione massima |
| ----------------- | ----------------- |
| Australia         | 6                 |
| Austria           | 21                |
| Belgio (Fiandre)  | 8                 |
| Belgio (Vallonia) | 28                |
| Danimarca         | 11                |
| Germania          | 23                |
| Italia            | 21                |
| Norvegia          | 11                |
| Nuova Zelanda     | 12                |
| Paesi Bassi       | 4                 |
| Portogallo        | 34                |
| Regno Unito       | 5                 |
| Stati Uniti       | 2                 |
| Svezia            | 7                 |
| Svizzera          | 5                 |

## Riconoscimenti
- BET Awards
  - 2019 – Candidatura all'album dell'anno[47]
- BET Hip Hop Awards
  - 2018 – Album dell'anno[48]
- Grammy Award
  - 2019 – Miglior album urban contemporary[6]
- NAACP Image Award
  - 2019 – Candidatura al migliore album[49]